# Edo Popović
Edo Popović (Livno, BiH, 1957.), hrvatski je književnik.

## Životopis
Studirao je na zagrebačkom Filozofskom fakultetu komparativnu književnost i hrvatski jezik i jugoslavenske književnosti. 1987. godine bio je jedan od pokretača i urednika književnoga časopisa Quorum. Potpisnik je Deklaracije o zajedničkom jeziku, u kojoj se tvrdi da se u Hrvatskoj, Bosni i Hercegovini, Srbiji i Crnoj Gori govore nacionalne standardne varijante zajedničkog policentričnog standardnog jezika.
Živi s obitelji i radi u Zagrebu. Djela su mu prevedena na desetak jezika. 

## Djela
Romani:
- Izlaz Zagreb jug (2003.) (eng. izd. Zagreb, Exit South, 2005.)
- Dečko, dama, kreten, drot (2005.)
- Oči (2007.)
- Lomljenje vjetra (2011.)
- Mjesečev meridijan (2015.)

Novele:
- Koncert za tequilu i apaurin (2002.)
- Plesačica iz Blue Bara (2004.)
- Igrači (2006.)

Zbirke priča:
- Ponoćni boogie (1987.)
- San žutih zmija (2000.)
- Tetovirane priče (2006., u suradnji s crtačem Igorom Hofbauerom)

Dnevničko-autobiografska proza: 
- Kameni pas, Moderna vremena, Zagreb, 2001., ISBN 953-6828-08-1
- Priručnik za hodače, Naklada Ljevak, Zagreb, 2009., ISBN 978-953-303-084-5
- "U Velebitu", Libricon, Zagreb, 2013., ISBN 978-953-55752-7-6

Pet svezaka ilustriranih kratkih priča, ilustrirao Igor Hofbauer: Klub, Ako vam se jednom na vratima..., Gospa od Bluda, Dvije priče, Betonske priče.